# Manoranjan Shill Gopal
Manoranjan Shill Gopal (* 1964) ist ein bangladeschischer Politiker. Er ist Mitglied der Awami-Liga.
Bei den Parlamentswahlen vom Dezember 2008 wurde er zum zweiten Mal als Abgeordneter in den Jatiyo Sangshad gewählt. Er vertritt den Wahlkreis Dinajpur-1.